# ジョン・ヒンクリー
ジョン・ウォーノック・ヒンクリー・ジュニア（英語：John Warnock Hinckley, Jr.、1955年5月29日 - ）は、1981年3月30日に当時の大統領だったロナルド・レーガンを銃撃した犯人。映画『タクシードライバー』に出演したジョディ・フォスターに恋してストーキングを行い、同映画のストーリーに影響を受けつつ大統領暗殺未遂という事件を起こした。

## 生い立ち
1955年5月29日にオクラホマ州アードモアで、父のジョン・ウォーノック・ヒンクリー・シニアと母のジョアン・ムーア・ヒンクリーとの間に3人兄弟の末子として誕生した。父親は米軍勤務を経て戦後は石油業界で活躍し、石油会社「ヴァンダービルト・エナジー」社を起業し成功、実業家として財をなしていた。ジョンはそのような裕福な一家で将来活躍することを期待されつつ誕生したのであった。
幼年期・少年期はテキサス州とコロラド州で過ごした。ジョンにはスコットという優秀な兄がおり、ジョン自身も小・中学校では成績優秀なスポーツマンで人気者であった。しかし高校に進学する頃になると状況は一転し、スポーツもせず・友人も作らず・女の子とデートもせず・家に引きこもり・ギターをかきならす日々を送るようになった。兄が順風満帆な人生を進みつつあったのに対し、ジョンは落ちこぼれてしまい、精神的に追い込まれてゆく。1973年から1980年までテキサス工科大学で休学と復学を繰り返した。寮で黒人と同室になると黒人を嫌い、白人至上主義の本を読みふけるようになった。1976年にはソングライターになることを望みロサンゼルスに行くが成功しなかった。その頃彼が両親宛てに送った手紙は、自分の身の上の不運を嘆く言葉と金銭的援助を請う言葉で満ちている。そして彼はコロラド州エバーグリーンの両親宅へ戻った。地元のレストランで下働きのアルバイトを数か月した後に再びカリフォルニアに戻ったり、大学に戻ったりの生活をしていた。この頃体調不良を訴えて大学のクリニックにしばしば通い、精神安定剤・抗うつ薬を飲み始める。銃を購入し、1979年には白人優位と保守主義を唱える政治サークルを結成し、1980年には「Listalot リストアロット」という名の名簿販売会社を設立した。

## ジョディ・フォスターへのストーカー行為
映画『タクシードライバー』を観たヒンクリーは、同映画の中で売春婦役を演じたジョディ・フォスターに一目惚れし、自分の「運命の女」だと思い、偏執的な恋心を抱くようになったものの、映画スターのジョディと、人生に行き詰まっていたジョンの2人には何の縁も無く、近づくことも叶わなかった。ヒンクリーができることといえば精々自分の部屋の壁にフォスターの写真・ブロマイド類を多数貼り付け、それにキスをすることくらいであった。
その後もずっとフォスターに対して強い想いを抱き続けたヒンクリーは、フォスターが名門・イェール大学に入学したことを知ると、それを利用してフォスターに接近する方法を探った。しかしイェール大学は全米ランキング4位に位置する最難関大学であり、成績不良のヒンクリーが同大学に合格することなど到底不可能であった。そこで彼が思いついたのは、同大学の聴講生になることであった。聴講生としてならば（正規の大学の単位は出ないが）特に難しい試験・面接を経ずに簡単な手続きで同大学の教室に入り、講義を聴くことができる。ヒンクリーはコネチカット州ニューヘイブンに引っ越し、同大学でフォスターが選択・出席している講座・教室を調べ、それに潜り込むようになった。だが大教室などでフォスターの姿を見つけても、ヒンクリーは声をかけることもできなかった。教室にいた男子学生たちの中には、ごく自然にフォスターに声をかけ普通に会話をする者たちもいたが、ヒンクリーにはそれもできなかったのである。
ヒンクリーはフォスターの情報を執拗に調べまくり、彼女のアパートや電話番号も知った。そして、彼女の自宅のドアの下に自作の詩を書いたメッセージを挟み込んだり、繰り返し電話をかけるなど、ストーキング行為を繰り返した。ヒンクリーの気持ちとしては、自分は映画の主人公のようにフォスターを救う騎士になったつもりであった。だが、ヒンクリー自身が残した電話の会話の録音には、（第三者が聞けば）フォスターからはっきりと拒絶されていると判るやりとりがあったのである。
後の捜査や裁判で提出された証拠・証言類によって判明したことによると、ヒンクリーが電話でフォスターに接触するのに成功したのは2度でしかない。フォスターはヒンクリーからの最初の電話を受けた時は、（まともな）ファンの一人かも知れないと思い、とりあえずあまりきつく拒絶するのは止めたという。2度目の電話ではフォスターははっきりときつい口調で、「もう電話をかけてこないで」と伝えたことが、証拠として提出された録音に残っている。それ以降、ヒンクリーは何度フォスターの番号をダイヤルしてもつながらなくなった。というのは、フォスターが自分の身辺で起きているいくつもの兆候から異常を感じ取り、誰からの電話にも一切出なくなったのである。
フォスターとの接触に失敗したヒンクリーは何とかしてフォスターの注意を引くために、飛行機をハイジャックして彼女の前で自殺するという計画を考えたが、断念した。ヒンクリーは「自分が大統領暗殺という大事をやり遂げれば、フォスターが自分を認めてくれる」との妄想にもとづいて、大統領の暗殺を企て始めた。ヒンクリーが大統領暗殺を考え始めた当時はカーター大統領の在任中で、カーター大統領を州から州へと追いかけたが、警備が厳重なので狙撃を実行できず、テネシー州ナッシュビルで重火器不法所持の罪で逮捕された。無一文になった彼は帰宅し、神経衰弱と抗うつ薬の飲み過ぎを案じた母親によって地元の精神科医に連れていかれたが、改善しなかった。この頃連邦捜査局に「恋愛問題が理由でフォスターが何者かに誘拐される恐れがある」と匿名の手紙を出している。
1980年にジョン・レノンが射殺されると、ビートルズの大ファンだったヒンクリーはすぐにニューヨークに飛び、セントラル・パークの追悼集会に参加した。帰郷後、射殺犯マーク・チャップマンが使ったのと同じ銃を購入した。
1981年になると、再びフォスターに手紙を届けにニューヘブンに向かったあと、フォスターの代わりに彼が“救える”若き売春婦を求めてニューヨークに滞在した。レノンの命日には事件現場で自殺しようとダコタ・ハウス前に行ったがこれも失敗。実家に戻ると、自立するよう父親から言われ、多少の金を渡され家を出された。再び大統領の暗殺を企て、新たに大統領に就任したロナルド・レーガンを狙撃することを計画し始めた。
ヒンクリーはレーガン狙撃事件の直前にフォスターに宛てた手紙を書いた。
過去7ヶ月にわたって私はあなたに対して多くの詩、手紙、愛のメッセージを送りました。そうすればあなたは私に興味を持ってくれるかも知れない、という望みは虚しいものとなりました。私たちは2度電話で話したけれど、私はあなたに厚かましく近づいて自己紹介することはありませんでした...。　私が今この計画を進めるのは、もうこれ以上、あなたに憶えてもらうことを待ってはいられないからです。-ジョン・ヒンクリー・ジュニア

## レーガン大統領狙撃
1981年3月30日にワシントンD.C.のヒルトン・ホテルで、レーガンがAFL-CIO会議で演説した後にホテルを出ようとしたところで、ヒンクリーは回転式拳銃を続けざまに6発発射した。弾丸は大統領用車両に跳ね返ってレーガン大統領の胸部に命中し、報道官のジェイムズ・ブレイディ、警官のトマス・デラハンティ、シークレット・サービスのティモシー・マッカーシーにも当たり負傷させた。ヒンクリーは逃亡しようともせずその場で身柄を拘束された。
レーガン大統領はジョージ・ワシントン大学病院で4時間ほどに及ぶ緊急手術を受け回復。ブレイディ報道官は頭部に弾丸を受けたため後遺症が残ってしまった。マッカーシーとデラハンティは幸いにも軽傷で済んだ。
ヒンクリーの使用した拳銃はローム RG-14 リボルバー22口径、1と7/8インチの銃身長であった。シリアルナンバーはL731332。俗にサタデーナイトスペシャルと称される低価格の安物銃であった。

### 裁判と措置
1982年の裁判でヒンクリーは13の罪で起訴された。裁判の行方に関わる重要な争点の1つは、ヒンクリーの精神状態をどう見なすかという点であった。弁護側が提出した精神医学上の報告書では、彼は精神の病気に罹っているとされたが、検察当局の報告書は彼が法律上健全であるとした。結局6月21日に「ヒンクリーは精神の病気にかかっており、責任能力が無い」との判断で無罪判決が出された。
ヒンクリーは精神の病気で責任能力がないと判断され、無罪判決になった被告人を処遇する法律に基づいて、ワシントンD.C.の聖エリザベス病院に強制隔離入院させられた。ヒンクリーは両親の監督下に1999年に仮退院を許可され、2000年には監督なしでの仮退院が許可された。その後ヒンクリーがフォスターに関する資料を密かに病院に持ち込んでいたことが判明したが、2016年7月釈放が許可された。8月5日に釈放され以後母親と同居している。9月10日には精神科病院を退院。その後、精神状態が安定しているとして、2022年6月15日をもって全ての行動制限措置が解除された。

### 判決に対する社会の反応
ヒンクリーに対して無罪判決が出たことはアメリカ社会で広く波紋を引き起こした。マスコミ報道でもその問題点が多数書かれた。大半のアメリカ市民も納得できず、判決を下した裁判所にも一般市民から抗議の手紙が1000通以上届いたという。
そうした抗議の反応は、下院議会及び多くの州において精神異常者の犯罪に対する法律を改正することにつながった。アイダホ州・カンザス州・モンタナ州・ユタ州の4つの州が免罪措置を全て廃止した。

## その後
- ヒンクリーの両親は、息子と事件のことを綴った本『ブレイキング・ポインツ』を出した。
- ヒンクリーはフォスターを「他の男には絶対に渡したくない」と語っていた。フォスターはこの事件がきっかけで男性不信になりレズビアンになったのではないかと噂されたが、フォスターは「タクシードライバー」に出演するかなり前から自分が同性愛だと言うことに気付いていた。つまりヒンクリーがフォスターを知った時にはすでにヒンクリーだけでなく、世界中の男性がフォスターを振り向かせるチャンスは無かった。
- 2024年にドナルド・トランプ暗殺未遂事件が発生した際には、ヒンクリーは「暴力は解決策ではない」と述べた[9][10]。

## 音楽家として
ビートルズ、ボブ・ディラン、ニール・ヤングの影響からギターを嗜み、事件前にはハリウッドに移り住むということもあった。2022年に行動制限が解除されると、本格的に音楽家としての活動を始め、YouTubeやiTunesなどにギターの楽曲を投稿した。シンプルな旋律とストレートな歌詞から若者の心をつかみ、YouTubeの総再生回数は約120万回、登録者数は約3万人にのぼる。